# Petplay

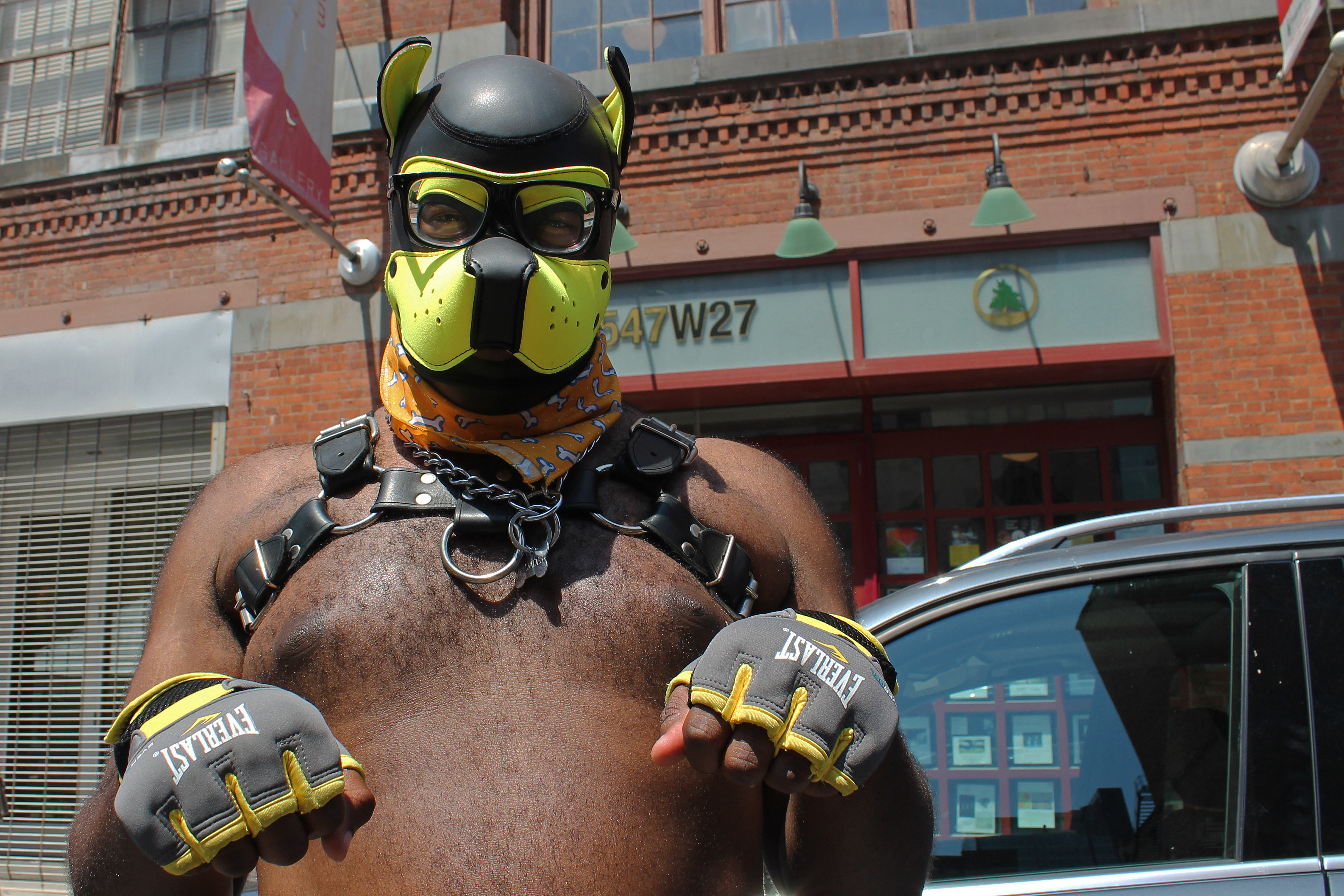
Praticante de pet play posando para foto durante um evento BDSM

Petplay ou pet play é uma forma de encenação onde pelo menos um dos participantes desempenha um papel com características animais. As práticas de pet play são comumente encontradas dentro de um contexto BDSM, onde um indivíduo é geralmente tratado como um animal doméstico durante uma atividade de dominação e submissão, entretanto, um indivíduo que desempenha o papel de animal durante uma prática BDSM também pode estar na posição dominante dependendo da vontade das pessoas envolvidas. Apesar do jogo de dominação e submissão ser comum nesse tipo de prática, o pet play também pode ser feito sem qualquer tipo de jogo de poder entre os praticantes.
As práticas podem incluir qualquer tipo de animal, porém, os animais mais comuns em atividades pet play são caninos, felinos e equinos. Essas práticas não necessariamente envolvem atos sexuais e o nível de erotização dentro do pet play é inteiramente definido pelas pessoas envolvidas. Isso pode abrangir desde à simples imitação vocal de algum animal, como o relincho de um cavalo, o latido de um cachorro ou o miado de gato, até caminhar de quatro e ser alimentado e domesticado como um animal. A utilização de acessórios como mascáras, rabos e coleiras são comuns em práticas de pet play.
Impact play também pode ser incorporado ao pet play dentro do contexto disciplina do BDSM como uma forma de adestrar o "animal" ou como uma forma de punir um animal que se comportou mal.
O pet play não tem nenhuma relação com a zoofilia. Um trata-se de apenas encenar um comportamento animal, enquanto o outro trata-se obter prazer sexual com os próprios animais e é visto como crime na maioria dos países.

## Tipos comuns de pet play

### Pony play
Pony play são as práticas onde pelo menos um dos participantes busca adquirir a aparência e/ou comportamentos de um cavalo ou pônei.
Uma das formas de praticar o pony play é com uma pessoa puxando uma carroça com a outra dentro. Outra forma de pony play é com uma pessoa cavalgando nas costas da outra. Há também situações onde é praticado apenas o adestramento do "pônei", e algumas dessas práticas de adestramento pode incluir até provas com obstáculos.
Um dos registros mais antigos de pony play está no conto de Fílis e Aristóteles, que popularizou-se e ganhou inúmeras versões do século XII em diante. Nesse conto, Fílis obrigou Aristóteles a ficar de quatro no chão para que ela cavalgasse nas costas dele enquanto o chicoteava e humilhava verbalmente.

### Puppy play
Puppy play, pup play ou dog play são as práticas onde pelo menos um dos participantes busca adquirir a aparência e/ou comportamentos de um cachorro. Essa prática tem forte ligação com a subcultura leather e a maior parte dos praticantes são homens homossexuais, mas esse fetiche pode envolver pessoas de qualquer gênero ou orientação sexual.

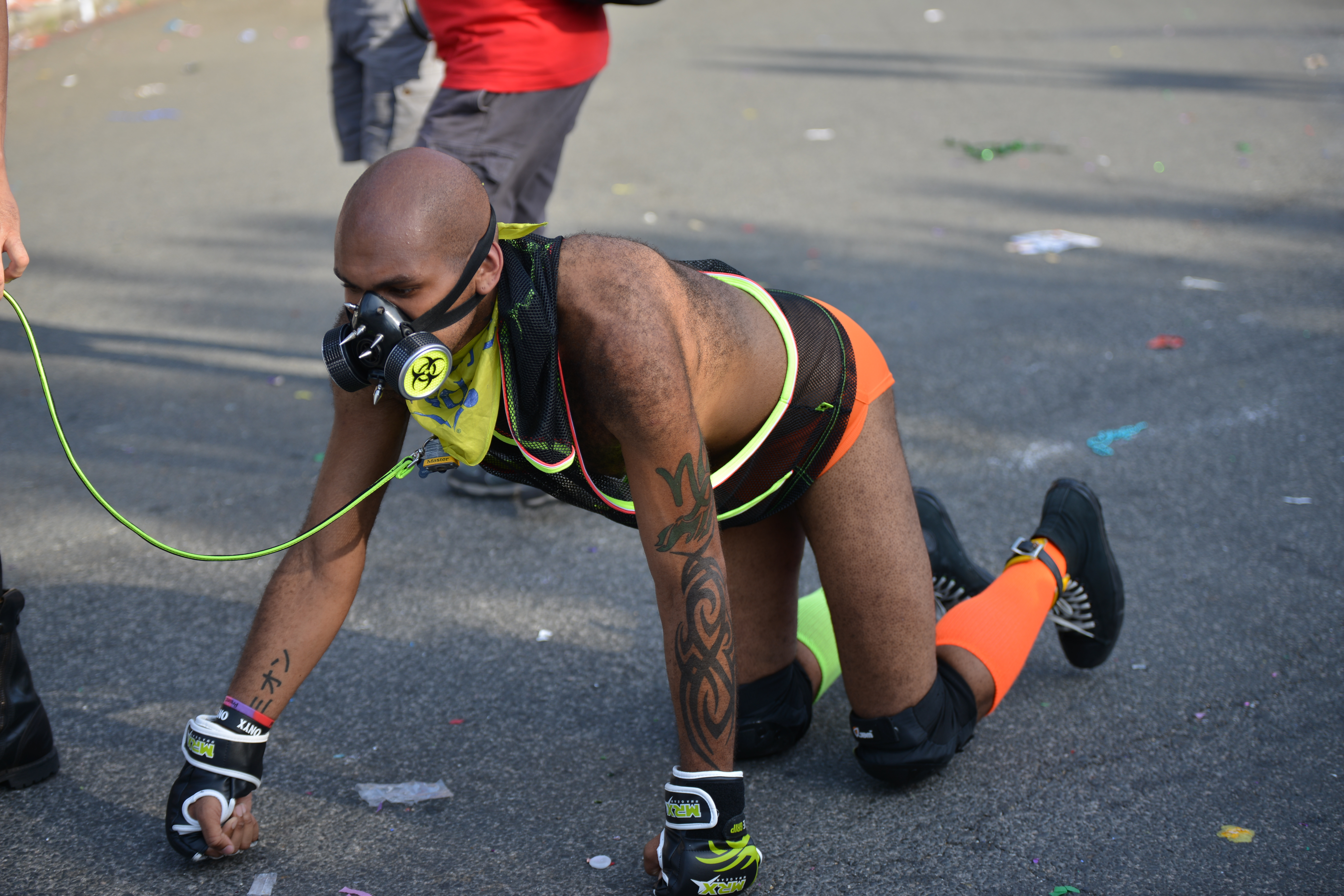
Praticante de puppy play andando de quatro no chão

Nessa prática, é comum haver um dono ou dona cuidando e domesticando a pessoa que desempenha o papel de cachorro. Quando a pessoa dominante também desempenha o papel de um cachorro, ela é chamada de alfa. Beta é o termo para designar o praticante que obedece o cachorro alfa. Ômega é o termo para designar o praticante que é submisso à todos os envolvidos. Portanto, o beta pode ser submisso com o alfa e ao mesmo tempo dominante com o ômega. Um cachorro sem dono dentro da atividade puppy play é chamado de stray.
Utilizar coleiras, andar de quatro, comer e beber em tigelas, dormir em gaiola, cama ou casa de cachorro são alguns exemplos de práticas que podem ou não ser incorporadas numa atividade puppy play de acordo com a vontade dos envolvidos.

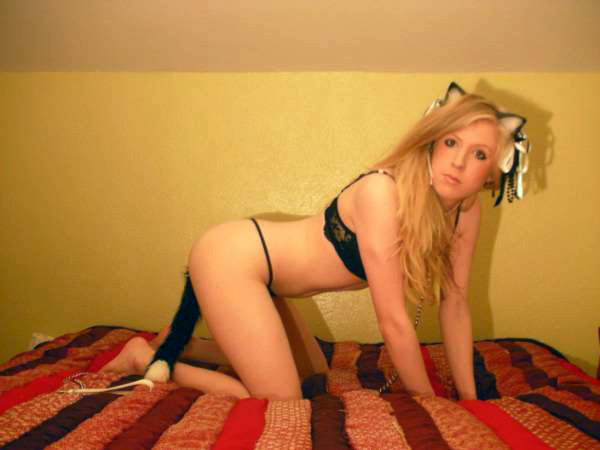
Mulher vestida de gata no kitten play

### Kitten play
Kitten play ou cat play são as práticas onde pelo menos um dos participantes busca adquirir a aparência e/ou comportamentos de um gato. Assim como no puppy play, a pessoa que interpreta o animal e não possui dono ou dona é chamada de stray.
Algumas pessoas preferem interpretar um gato em atividades pet play por considerarem gatos como animais mais independentes, sofisticados e de natureza mais temperamental.
Da mesma forma como ocorre no puppy play, é comum ver pessoas inserindo atividades como andar de quatro e comer em tigelas durante a prática. Miar, arranhar e se esfregar no dono ou dona são algumas características que são mais exclusivas do kitten play.